# Michael Asher
Michael Max Asher (15 de julio de 1943 hasta 14 de octubre de 2012) fue un artista conceptual, descrito por el New York Times como "uno de los santos patronos del filo de arte conceptual conocido como la crítica institucional, una disección a menudo esotérica de los supuestos que rigen cómo percibimos el arte". En lugar de diseñar nuevos objetos de arte, Asher típicamente ha alterado el entorno existente, cambiando la posición o eliminando obras de arte, paredes, fachadas, etc.
Asher fue también profesor de arte de gran prestigio, que pasó décadas en la facultad del Instituto de las Artes de California. Citado por numerosos artistas de éxito como una influencia importante en su desarrollo, la enseñanza de Asher ha sido descrita por la periodista británica Sarah Thornton como su trabajo "más influyente".

## Literatura
- Asher's Writings, 1973-1983, on Works 1969-1979 has been published by The Press of the Nova Scotia College of Art and Design, co-authored by the art historian Benjamin H. D. Buchloh[4]
- Michael Asher, "George Washington" at the Art Institute of Chicago, 1979 and 2005, published by Art Institute of Chicago, 2006.[5]
- Situation Aesthetics: The Work of Michael Asher by the MIT Press, 2010. ISBN 978-0262013680[6]
- Michael Asher: Kunsthalle Bern 1992 published by Afterall, 2012.[7]